# Mercatone Uno
Mercatone Uno was een San Marinese en later Italiaanse wielerploeg. Mercatone Uno was actief vanaf 1992 tot en met 1995 en van 1997 tot en met 2003. Hoewel er diverse grote wielrenners voor de ploeg hebben gereden, staat Mercatone Uno vooral bekend als het team van Marco Pantani.
In de eerste periode was Mercatone Uno een ploeg die voor de helft bestond uit San Marinese wielrenners en voor de andere helft uit Italianen. Franco Gini en Antonio Salutini stonden aan het hoofd van deze ploeg. Francesco Casagrande was de kopman in het rondewerk, Michele Bartoli voor de klassiekers en Adriano Baffi en Mario Cipollini voor de massasprints; Silvio Martinello won diverse baanwedstrijden. In 1996 ging deze ploeg verder onder de naam van cosponsor Saeco.
Mercatone Uno maakte na een jaar afwezigheid in het peloton een herstart na overname van de rennersstal van Carrera Jeans in 1997. Ploegleider Giuseppe Martinelli had met Marco Pantani een sterke klimmer in haar gelederen. Beat Zberg reed goed in klassiekers en onder meer Sergio Barbero en Mario Traversoni wonnen etappes in andere koersen. Pantani groeide uit tot een compleet ronderenner en wist zowel de Ronde van Italië als de Ronde van Frankrijk in één jaar te winnen. Het jaar waarin hij dat deed, 1998, is dan ook het absolute hoogtepunt van Mercatone Uno. In 2000 wist Stefano Garzelli de Giro d'Italia op zijn naam te schrijven door in de tijdrit op de voorlaatste dag Vini Caldirola-renner Francesco Casagrande te verslaan.
Vanaf 2001 raakten diverse renners betrokken in dopingschandalen. Daniele De Paoli, Riccardo Forconi, Marco Pantani, Roberto Sgambelluri en Marcello Siboni worden geschorst vanwege te hoge hematocrietwaarden of dopinggebruik. De ploeg wint ook nog nauwelijks wedstrijden en wordt in 2003 opgeheven.